# Gloster Javelin
Gloster Javelin byl podzvukový záchytný stíhač vybavený k operacím v noci a za každého počasí, který sloužil v britském  Královském letectvu v 50. a po většinu 60. let 20. století. Konstrukčně se jednalo o poměrně velký dvoumotorový proudový letoun s delta-křídlem a ocasními plochami ve tvaru „T“. Šlo o poslední letoun, který nesl jméno výrobce Gloster.
Letoun byl představen v roce 1956 po dlouhém vývoji a během své služby prodělal několik modernizací motorů, radaru a výzbroje, mezi kterou patřila i střela vzduch-vzduch de Havilland Firestreak.
V roli záchytného stíhače byl vystřídán letounen English Electric Lightning, který byl do RAF zařazen jen o pár let později. Šlo o nadzvukový letoun, schopný létat více než dvojnásobkem nejvyšší rychlosti letounu Javelin. Po většinu služby sloužil Javelin po boku letounů Lightning a poslední z nich byly staženy z provozu v roce 1968 po zavedení modernějších verzích Lightningu.

## Vývoj

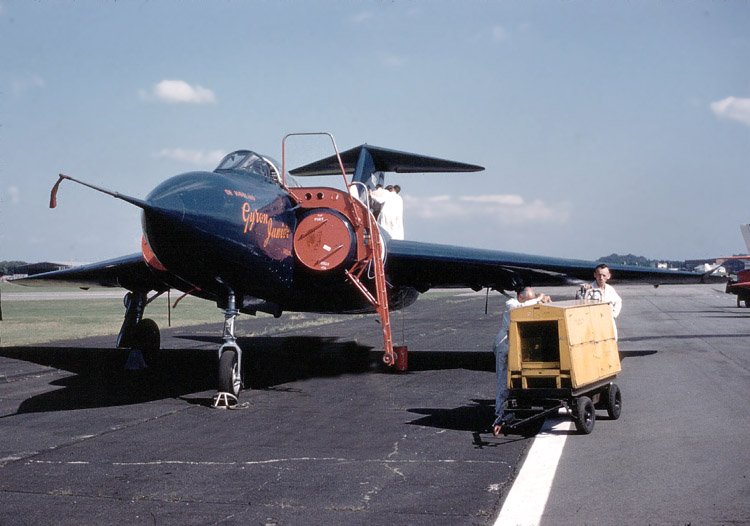
Gloster Javelin ve Farnborough, datum neznámé. Pravděpodobně se jedná o stroj určený pro tovární letové zkoušky.

Vývoj typu Javelin byl zahájen v roce 1947 po uveřejnění specifikace F.44/46 britského Ministerstva letectví (Air Ministry) na vysokovýkonný noční stíhací letoun, které vedly až k objednávce dvou prototypů Gloster GA.5 a de Havilland DH.110 (O DH.110 mělo zájem i britské námořnictvo Royal Navy ). Jakmile se ukázalo, že návrh firmy Gloster bude připraven do výroby rychleji a vyústí do jednoduššího i levnějšího stroje, objednávka pro de Havilland byla zrušena; navzdory tomu firma pokračovala ve vývoji na vlastní náklady a dala tak vzniknout úspěšnému námořnímu letounu de Havilland Sea Vixen. Stroj od firmy Gloster se vyznačoval nezaměnitelnými tvary, kdy široké delta křídlo doplnily mohutné ocasní plochy tvaru "T". Specifikace F.44/46 přešly v F.4/48, na jejichž základě byl sepsán "Operational Requirement" (Operační požadavek) OR.227.
Gloster GA.5 poprvé vzlétl 26. listopadu 1951 (přesně dva měsíce po záletu prototypu konkurenčního DH.110), za řízením seděl zkušební pilot Bill Waterton. Zdlouhavé testy pokračovaly až do ledna roku 1956, kdy bylo dodáno prvních 14 sériových letounů, označených F(AW) Mk.1. Vývoj a nejrůznější zlepšování rychle následovaly, což vedlo k výrobě nevelkých sérií jednotlivých variant, mnohdy i několika během jediného roku.
Do konce roku 1956 vývoj dospěl k FAW.7, která jako první svými výkony plně vyhovovala specifikaci Ministerstva letectví a OR.227. FAW.7 byla prohlášena za definitivní verzi ( ačkoli mnoho těchto strojů prošlo konverzí na standard FAW.9 ). Je třeba mít neustále na paměti, že vývoj typu Javelin probíhal udivující rychlostí, když dodávky FAW.8 byly zahájeny ještě před ukončením výroby FAW.7. Nakonec 80 posledních kusů verze FAW.7 šlo z továrny přímo k uskladnění a do vzduchu se dostaly až po konverzi jako FAW.9. Celkem vzniklo 427 sériových Javelinů všech verzí, k nim je třeba přičíst ještě sedm prototypů.

## Služba

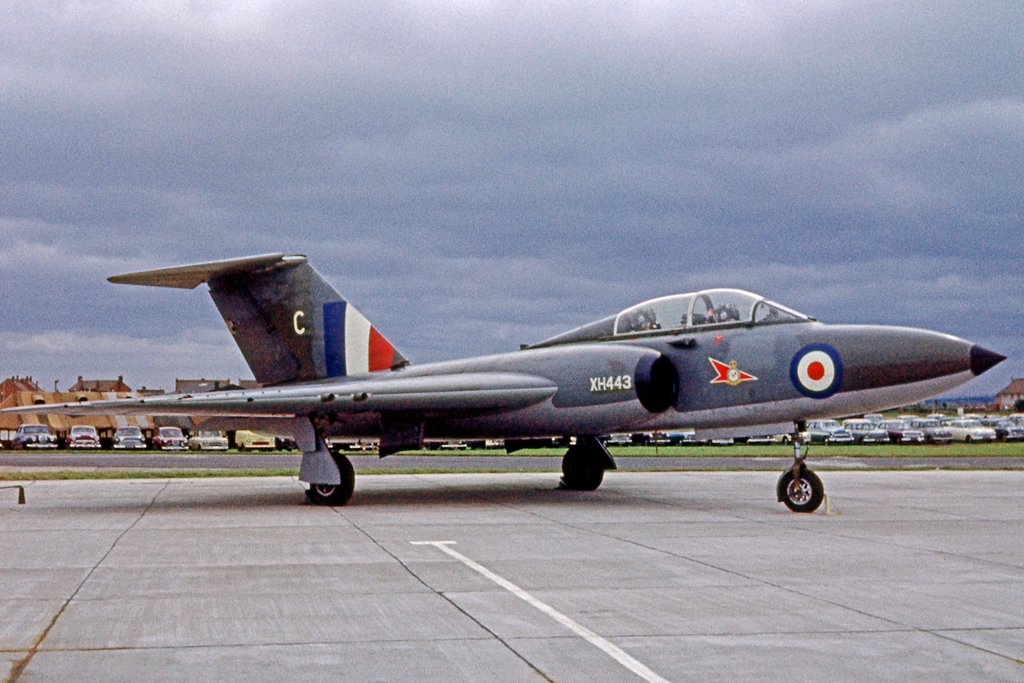
Cvičný Javelin T.3 v září 1963

Javelin byl zařazen do služby u RAF v roce 1956, kdy se typ stal výzbrojí 46. peruti RAF, dislokované na základně RAF Odiham. Největšího rozšíření dosáhly Javeliny mezi roky 1959–1962, tehdy je používalo celkem 14 perutí RAF. Pak se počty začaly rapidně tenčit a do roku 1964 zůstal typ v provozu jenom u čtyř perutí.
Nejblíže skutečnému boji se Javeliny RAF dostaly během konfliktu mezi Indonésií a Malajsií, který probíhal od září 1963 do srpna 1966. Javeliny 60. perutě RAF, později doplněné ještě 64. perutí, operovaly z letiště RAF Tengah, Singapur, odkud prováděly hlídkové lety nad malajskou džunglí. Roku 1964 dopravní C-130 Hercules Indonéského letectva havaroval, když se pokusil uniknout před nalétávajícím Javelinem. V průběhu června 1967, po demobilizaci 64. perutě, se 60. peruť přesunula na základnu Kai Tak, Hongkong, kde pomáhala svou přítomností tlumit nepokoje v tradiční britské kolonii, způsobené probíhající kulturní revolucí v sousední Číně.
Poslední Javelin byl vyřazen z operační služby koncem dubna 1968, v rámci demobilizace 60. perutě na základně Tengah. Jeden stroj byl udržován v letuschopném stavu pro výzkumné a cvičné účely v Royal Aircraft Establishment na základně Boscombe Down do 24. ledna 1975.

## Varianty

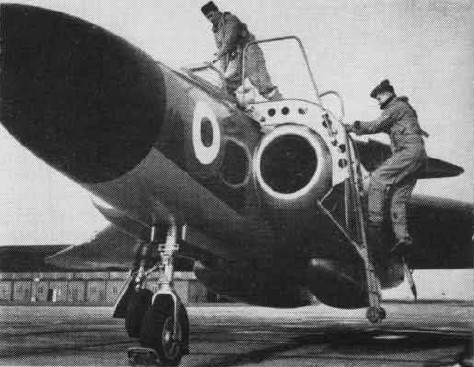
Dva důstojníci americké námořní pěchoty opouštějí Javelin FAW.7 na základně RAF Duxford, 1959

Celkem bylo firmami Gloster a Armstrong Whitworth (V obou případech součásti koncernu Hawker Siddeley) vyrobeno 435 kompletních draků typu Javelin. Některé z nich byly (i opakovaně) přestavovány na jiné verze.
FAW.1
První sériová verze s motory Armstrong Siddeley Sapphire Sa.6 o tahu po 35,6 kN, britským radiolokátorem AI.17 a čtyřmi kanóny ADEN ráže 30 mm v křídle. Vyrobeno 40 kusů, sedm předsériových prototypů bylo později upraveno na standard FAW.1.
FAW.2
Radar AI.17 nahrazen americkým Westinghouse AN/APQ-43. Vyrobeno 30 strojů.
T.3
Cvičná verze s dvojím řízením a demontovaným radarem. Zadní překryt zvětšen do tvaru „bubliny“, aby se tak zlepšil výhled instruktora. Plovoucí výškovka, prodloužený trup kvůli vyrovnání posunu těžiště, instalovány další nádrže do vnitřních prostor letounu. Zachována výzbroj čtveřicí kanónů. Vyrobeno 22 kusů.
FAW.4
FAW.2 s vírovými generátory na křídle pro zlepšení pádových charakteristik. Vyrobeno 50 letounů.
FAW.5
Upravená FAW.4 s modifikovanou konstrukcí křídla, zahrnující další nádrže paliva. Možnost instalace závěsníků pro řízené střely (Závěsníky ale nebyly montovány.) Vyrobeno 64 strojů.
FAW.6
Kombinace amerického radaru z FAW.2 a křídla FAW.5. Vzniklo 33 kusů.
FAW.7
Zavedeny nové motory Sa.7 o tahu po 48,9 kN, posilovač v ovládání směrovky, prodloužená zadní část trupu. Vyzbrojeny dvěma 30mm kanóny ADEN a čtyřmi střelami vzduch-vzduch de Havilland Firestreak. Vyrobeno celkem 142 letounů.
FAW.8
Zlepšené motory Sapphire Sa.7R s přídavným spalováním, které zvýšilo tah na 54,7 kN ve výškách nad 6 100 m. V menších výškách způsobila omezená výkonnost palivového čerpadla snížení tahu motoru Sa.7R bez použití přídavného spalování ve srovnání s verzí Sa.7. Nový profil křídla s „dolů skloněnou“ náběžnou hranou a tlumič stranových kmitů (automatický stabilizátor) pro snazší ovládání.
FAW.9
Označení pro 76 původních FAW.7 s křídlem verze FAW.8.
FAW.9R
písmeno R znamená "Range"-dolet. Celkem 40 strojů, značených také Mk.9, obdrželo nástavce pro doplňování paliva za letu.
Několik dalších verzí bylo navrženo a rozpracováno, ale nedostaly se do sériové produkce. Mezi ně by patřily varianty průzkumné, stíhací-bombardovací (s podkřídlovými závěsníky pro nesení pum) a nadzvukový stroj, tvarovaný podle pravidla ploch, s tenčím křídlem a jinými ocasními plochami. Tento "Javelin s tenkým křídlem" by měl být podle výpočtů schopen dosáhnout Machova čísla 1,6 a lepšího dostupu než srovnatelné americké stroje. Úvodní práce začaly s návrhy vložení centroplánu tenčího křídla do trupu Javelinu, ale jak projekt postupoval, ukázalo se, že změny by znamenaly vznik zcela nového letounu, jen vnějšími rysy vzdáleně připomínající původní Javelin. Poslední návrh před ukončením celého projektu "Javelin s tenkým křídlem" představoval relativně velký letoun, vyzbrojený dvojicí připravovaných střel Red Dean, který měl splňovat Operační požadavek F.155.

## Uživatelé
Velká Británie
- Royal Air Force
  - 3. peruť RAF
  - 5. peruť RAF
  - 11. peruť RAF
  - 23. peruť RAF
  - 25. peruť RAF
  - 29. peruť RAF
  - 33. peruť RAF
  - 41. peruť RAF
  - 46. peruť RAF
  - 60. peruť RAF
  - 64. peruť RAF
  - 72. peruť RAF
  - 85. peruť RAF
  - 87. peruť RAF
  - 89. peruť RAF
  - 96. peruť RAF
  - 137. peruť RAF
  - 141. peruť RAF
  - 151. peruť RAF

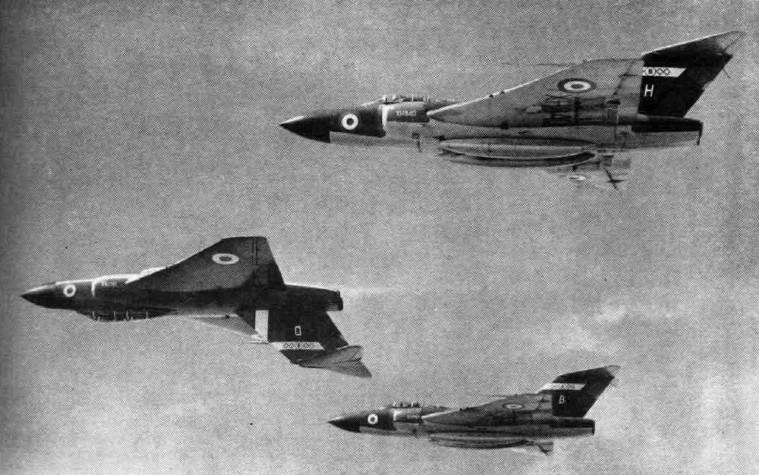
Javeliny z 64. perutě RAF roku 1959.

  - 228. OCU Operational Conversion Unit – jednotka přeškolení a operačního výcviku RAF

## Dochované exempláře

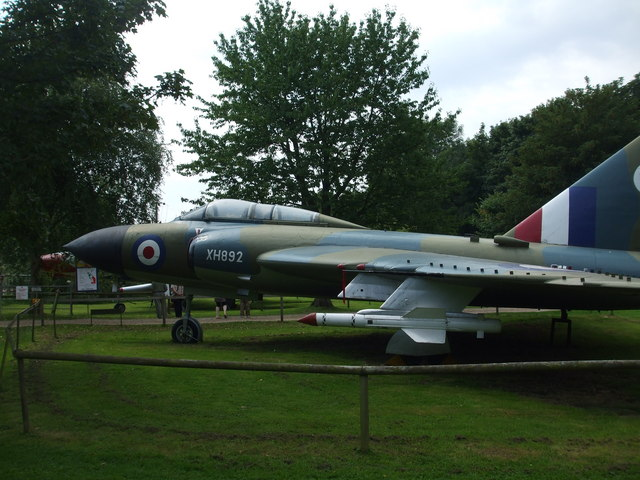
XH892 na základně Flixton

XA553 (FAW.1)Vystavený v Cape Town, Jihoafrická republika
XA564 (FAW.1)Royal Air Force Museum, Cosford, Spojené království
XA634 (FAW.4)Vystavený na základně RAF Leeming, Spojené království
XA699 (FAW.5)Vystavený v Midland Air Museum, Coventry, Spojené království
XH767 (FAW.9)Uložen v depozitáři na základně RAF Leeming
XH768 (FAW.9)Vystavený s označením XH707 v leteckém muzeu u města Cerbaiola, Itálie
XH892 (FAW.9R)Vystavený na základně Flixton, Suffolk, Spojené království
XH897 (FAW.9)Vystavený v Imperial War Museum Duxford, Spojené království
XH903 (FAW.9)Zakonzervovaný na letišti Staverton, Spojené království
XH992 (FAW.8)Vystavený v Newark Air Museum, Newark, Spojené království

## Specifikace (Gloster Javelin FAW.9)

Třípohledový nákres Glosteru Javelin

Informace čerpány z

### Technické údaje
- Posádka: 2 (pilot, operátor palubního radaru)
- Rozpětí: 15,85 m
- Délka: 17,15 m
- Výška na zemi: 4,88 m
- Nosná plocha: 86 m²
- Hmotnost prázdného letounu: 10 886 kg
- Vzletová hmotnost: 14 325 kg
- Max. vzletová hmotnost: 19 580 kg
- Plošné zatížení křídla: 166 kg/m²
- Poměr tahu a hmotnosti: 0,78
- Pohonná jednotka: 2 × proudový motor Armstrong Siddeley Sapphire Sa.7R
  - Tah motoru: 54 kN

### Výkony
- Maximální rychlost: 1140 km/h
- Dostup: 15 865 m
- Stoupavost: 27,45 m/s
- Dolet: 1530 km

### Výzbroj
- - 2 × 30mm kanón ADEN
  - 4 × řízená střela de Havilland Firestreak kategorie vzduch-vzduch s infračerveným naváděním

### Avionika
- radiolokátor Westinghouse AN/APQ-43